# Brent Faiyaz
Christopher Brent Wood (Columbia, Maryland; 19 de septiembre de 1995), más conocido por su nombre artístico Brent Faiyaz, es un cantante, compositor y productor estadounidense de R&B. Tiene ascendencia Dominicana por parte de su padre. Wood tomó "Faiyaz" de un "homie musulmán" que le mencionó que la palabra significa "artista" en árabe. En la secundaria, era un estudiante notoriamente malo que encontró una salida creativa en la música. Aunque inicialmente le atrajo el rap, Faiyaz pronto se dio cuenta de que también tenía un don para el canto. "Siempre podía cantar mientras tocaba un instrumento, pero no quería ser un cantante", dijo. "Pensé que era una completa tontería. Antes que nada, quería ser un rapero. Simplemente solía hacer ritmos y empezaba a tararear para nivelar mis ritmos y así fue como me di cuenta de que podía cantar".
Una de las formas en que Faiyaz espera hacer un impacto es permaneciendo completamente independiente, a instancias de gente más experimentada en su esquina. "Me gusta el control", dijo de su estatus independiente. "Me gusta 'poder' apagar la música cuando quiero. No tener que pasar por un millón de personas cuando tengo algunas cosas que quiero que me firmen".

## Primeros años
Christopher Brent Wood nació y creció en Columbia, Maryland. Faiyaz comenzó a hacer música a la edad de 12 años. Faiyaz asistió a Long Reach High School, donde se graduó a los 17 años. Sus padres no siempre fueron comprensivos con sus sueños como músico; lo que Faiyaz dijo que estaba justificado porque su amor por la música "siempre lo distraía". Faiyaz se mudó a Charlotte, Carolina del Norte, poco después de graduarse. Al principio, Faiyaz se mostró escéptico sobre la medida, pero pronto se dio cuenta de que solo sería beneficiosa y aumentaría su ética de trabajo.

## Carrera
En los años 2013 y 2014, Faiyaz empezó a publicar su música experimental, "Black Child EP", en Soundcloud. Se mudó de su estado natal, Maryland, hacia Los Ángeles, California para tener mayores oportunidades en su carrera musical. El 19 de enero de 2015, publicó su canción debut, "Allure". En septiembre de 2016, en su cumpleaños número veintiuno, el EP titulado "A.M Paradox" fue publicado y recibió críticas positivas por parte de los expertos musicales.
En octubre del año 2016, Faiyaz formó un grupo llamado "Sonder" junto a la productores estadounidenses, Dpat y Atu. El neologismo "sonder" está tatuado sobre su ceja derecha. Su primer single, "Too Fast", fue publicado en el mismo mes.
En diciembre del mismo año, Faiyaz colaboró con el rapero Shy Glizzy, GoldLink y Gucci Mane en la canción "Crew", que recibió una nominación en los Premios Grammy. "Goldlink y yo nos conocíamos porque veníamos de la misma zona. Al principio, cuando entramos en el estudio y lo hicimos, no pensé que iba a ser así". La canción se convirtió en platino y estuvo 21 semanas en la lista de singles de Billboard Hot 100.
El 26 de enero de 2017, Sonder publicó su EP debut titulado "Into". El EP ocupó el puesto número 23 en la lista «Los mejores álbumes de 2017» por el portal Complex.
El 13 de octubre de 2017, tras la primera gira de Sonder, Faiyaz lanzó su álbum debut en solitario: el aclamado por la crítica "Sonder Son", un testamento sónico a sus luchas en la escuela ("Gang Over Luv"), la carrera de ratas ("First World Problemz/Nadie Carez") y las aspiraciones de triunfar en la industria ("L.A."). "Es uno de esos discos que tardan toda la vida en escribirse", dijo. "Quiero decir, lo hicimos rápido, pero creo que es porque mucha de la inspiración para el álbum fue de hace mucho tiempo. Así que fue fácil armar un proyecto tan rápido cuando es un disco sobre toda tu introducción". Faiyaz y su equipo se trasladaron a la República Dominicana en el verano de 2017 para trabajar en él. Faiyaz, cuyo padre es dominicano, eligió Puerto Plata en un intento de conocer sus raíces. "Estoy muy desconectado. No hablo español", admitió. "Antes de ir allí, sin mentiras, pensé que serían unas vacaciones", dijo. "Pero llego allí y recién bajado del avión vemos a los niños caminando descalzos y a la gente que se mueve en ciclomotor. Y veo qué tipo de viaje va a ser". La pobreza desenfrenada de la que Faiyaz fue testigo fue un choque cultural. "Afectó a todo el concepto del álbum", dijo. "Hay muchas ideas que tenía antes del viaje que deseché una vez que llegué allí. Lo que creía que era importante para mí ya no lo era".
Faiyaz lanzó su segundo álbum de estudio, "Fuck the World", el 7 de febrero de 2020. El álbum ocupó el puesto número 20 en el Billboard 200 de Estados Unidos y recibió críticas positivas debido a su buen manejo lírico y vocal
El 8 de marzo de 2019, Faiyaz colaboró con Juice Wrld en la canción "Demonz Interlude".
El 19 de septiembre de 2020, Faiyaz lanzó un nuevo tema titulado "Dead Man Walking", nuevamente, en su cumpleaños.
El 29 de enero de 2021, Faiyaz realizó una colaboración con Tyler, the Creator en el tema "Gravity".
El 8 de julio de 2022, Brent Faiyaz publica su tercer álbum de estudio titulado "Wasteland" el cual contiene 19 canciones entre ellas colaboraciones con Drake, Tyler, the Creator , Alicia Keys, entre otros.
Wasteland fue apoyado por cuatro sencillos: "Dead Man Walking", " Gravity ", " Wasting Time " y "Price of Fame". El álbum recibió críticas generalmente positivas de los críticos musicales y fue un éxito comercial. Debutó en el número dos en la lista Billboard 200 de EE. UU. , ganando 88.000 unidades equivalentes a álbumes en su primera semana.  

## Discografía

### Álbumes

#### Álbumes de estudio
| Título                          | Detalles | Posición | Posición | Posición |
| Título                          | Detalles | EUA      | CAN      | RU       |
| ------------------------------- | --- | -------- | -------- | -------- |
| Sonder Son                      | - Fecha: 13 de octubre de 2017 - Discográfica: Lost Kids - Formatos: Descarga digital, Vinilo (Límite de 735 copias)                              | —        | —        | —        |
| Fuck the World                  | - Fecha: 7 de febrero de 2020 - Discográfica: Lost Kids - Formatos: Descarga digital, reproducción en línea                                       | 20       | 81       | 70       |
| WASTELAND                       | - Fecha: 8 de julio de 2022 - Discográfica: Lost Kids - Formatos: Descarga digital, reproducción en línea, Vinilo                                 | —        | —        | —        |
| WASTELAND - CHOPPED NOT SLOPPED | - Fecha: 5 de mayo de 2023 - Colaboración: DJ Candlestick, OG Ron C - Discográfica: Lost Kids - Formatos: Descarga digital, reproducción en línea | —        | —        | —        |

### Extended plays
| Título             | Detalles |
| ------------------ | --- |
| Black Child EP     | - Fecha: 19 de diciembre de 2013 - Discográfica: Auto publicación - Formatos: Reproducción en línea                 |
| A.M. Paradox       | - Fecha: 19 de septiembre de 2016 - Discográfica: Lost Kids - Formatos: Descargar digital, reproducción línea       |
| Into (with Sonder) | - Fecha: 26 de enero de 2017 - Discográfica: Lost Kids - Formatos: Descargar digital, Vinilo (Límite de 500 copias) |
| Lost               | - Fecha: 19 de octubre de 2018 - Discográfica: Lost Kids - Formatos: Descarga digital                               |